# Danuta Pietraszewska
Danuta Róża Pietraszewska (Ruda Śląska; 8 de Maio de 1947 — ) é um político da Polónia. Ela foi eleito para a Sejm em 25 de Setembro de 2005 com 9841 votos em 31 no distrito de Katowice, candidato pelas listas do partido Platforma Obywatelska.